# 371
371 (CCCLXXI) je bilo navadno leto, ki se je po julijanskem koledarju začelo na soboto.

## Dogodki
- 1. januar

## Rojstva
- Valentinijan II., rimski cesar († 392)